# Anna Lindenfors
Anna Karin Cecilia Lindenfors, tidigare Persson, född 25 augusti 1965, är en svensk företagare. Hon driver konsultföretaget Enable Impact i Sverige, är delägare i konsultföretaget CollaborANTS i Storbritannien samt ordförande för Amref Health Africa Nordens styrelse. Lindenfors var generalsekreterare för den svenska sektionen av Amnesty International mellan 2014 och 2021. Under 2020 satt Lindenfors också i Amnestys globala ledningsgrupp.

## Biografi
Anna Lindenfors har avlagt kandidatexamen i nationalekonomi vid Högskolan i Växjö. Hon har under många år arbetat för Rädda Barnen i Sverige men också internationellt, bland annat 2011–2014 som chef för Internationella Rädda Barnens arbete i Filippinerna samt 2004–2007 som chef för svenska Rädda Barnens verksamhet i Kenya och Södra Sudan. Hon har även arbetat för SHIA (My Right) paraplyorganisation för internationellt utvecklingsarbete för funktionshindrade samt 1994–1996 för Sida i Indien.
Anna Lindenfors är gift med forskaren och författaren Patrik Lindenfors.